# 上別府宮内少輔
上別府 宮内少輔（かみべっぷ くないしょうゆう）は、戦国時代の武将。日向伊東氏の家臣。実名は不明。清武地頭。日向国宮崎郡清武城主。

## 略歴
日向国の中世史料である『日向記』の巻第7“分国中城主揃事”によると、長倉伴九郎と共に清武城主を務めたとされる。天文20年（1551年）の目井城攻防戦で長池刑部少輔等と共に活躍した。
元亀3年（1572年）の覚頭合戦の際には、伊東新次郎、伊東加賀守等を大将とする伊東軍に伴九郎と共に従軍した。しかしこの戦いで伊東軍は島津軍に敗北を喫してしまい、若年の長倉伴九郎戦死の報に接した宮内少輔は、自分自身を面目なく感じ戦場に引き返し、戦死を遂げた。享年41。